# サエコ (企業)
サエコ（Saeco）は、イタリアのエスプレッソマシン専業メーカー。1981年にボローニャ近郊に設立された。
フィリップス傘下企業である。

## 概要
1985年に世界初のフルオートマチックエスプレッソマシンを発売し、以後現在に至るまでヨーロッパNo.1のエスプレッソマシンメーカーとして市場を支配している。2009年7月、オランダのフィリップスにより総額約2億ユーロ（継承する債務負担額を含む）で買収され、同社傘下に入った。
自転車のロードレースチームのスポンサーを2004年まで行っており、ツール・ド・フランスやジロ・デ・イタリアといったグランツール等で同チームのマリオ・チッポリーニ、ジルベルト・シモーニやダミアーノ・クネゴなどが活躍したことで名前を知られるようになった。
2002年にはドイツで開催されたバレーボール女子世界選手権にも協賛。
日本においては1997年に日本法人を設立して活動を開始。レストランや漫画喫茶などの業務用だけでなく家庭用についても積極的に販売を行っている。また2005年にはユニクロとのコラボレーションでTシャツを発売した。
2011年9月30日をもって日本法人を解散。これ以降、エスプレッソマシン購入はフジ産業、修理・メンテナンス・消耗品取扱はサエコ製品センターにて取り扱われている。